# Tobiensenøya
Tobiensenøya est une petite île du Svalbard dans le Détroit d'Hinlopen. Elle fait partie de l'archipel des Rønnbeckøyane. Elle est située au nord-est du Cap Weyprecht. C'est l'île de l'archipel la plus au nord et la plus à l'est.
Elle est formée de falaises de basalte atteignant 18 m d'altitude. L'île a une forme d'osselet et est orientée nord-sud. Au sud l'altitude atteint 16 m contre 18 m au nord. À la pointe nord-ouest de l'île se trouve rochers et îlots mais aucun ne sont nommés.
Les îles les plus proches sont celles de Simonsenøya, située au sud-ouest et Kiepertøya (de l'archipel des Bastianøyane) au nord.
L'île a été découverte en 1867 par Nils Fredrik Rønnbeck, un explorateur polaire suédo-norvégien.
L'île doit son nom à Sivert Kristian Tobiesen (1821-1873), navigateur norvégien qui fut le premier à passer l'hiver sur l'île aux Ours.
La faune de l'île se résume principalement aux ours polaires.